# غايتانو مانفريدي
غايتانو مانفريدي (بالإيطالية: Gaetano Manfredi) (مواليد 4 يناير 1964) بروفيسور جامعي، إيطالي. شغل منصب وزير الجامعة والبحث الإيطالي في الحكومة الثانية لجوزيبي كونتي.

## مسيرته الأكاديمية
شغل مانفريدي سابقًا منصب مسؤول جامعة نابولي فيدريكو الثاني.

## مسيرته السياسية
أشرف مانفريدي على الاستجابة ضد جائحة فيروس كورونا في إيطاليا 2020 في الأمور التي تخص وتتعلق بالجامعات الإيطالية.  أعلن مانفريدي أن الدروس والمحاضرات ستُبث عبر الإنترنت للطلاب الموجودين في المناطق الرئيسية الأكثر تضررًا من جائحة فيروس كورونا، وبدأ تنفيذ ذلك اعتبارًا من 2 مارس 2020. في تاريخ 14 مارس 2020؛ تم تأكيد إصابة نائبة مانفريدي؛ آنا أسكاني، التي تشغل منصب وزير الجامعة والبحث الإيطالي، ببمرض فيروس كورونا 2019.